# Mereșești
Mereșești – wieś w Rumunii, w okręgu Vâlcea, w gminie Amărăști. W 2011 roku liczyła 480 mieszkańców.